# Ovoa e Vimieiro
Ovoa e Vimieiro (llamada oficialmente União das Freguesias de Ovoa e Vimieiro) es una freguesia portuguesa del municipio de Santa Comba Dão, distrito de Viseu.

## Historia
Fue creada el 28 de enero de 2013 en aplicación de una resolución de la Asamblea de la República de Portugal promulgada el 16 de enero de 2013 con la unión de las freguesias de Ovoa y Vimieiro, pasando su sede a estar situada en la antigua freguesia de Ovoa.

## Demografía
| Gráfica de evolución demográfica de Ovoa e Vimieiro entre 2011 y 2021 |
|                                                                       |
| Datos según el nomenclátor publicado por el INE portugués.            |